# Guðrúnarlaug

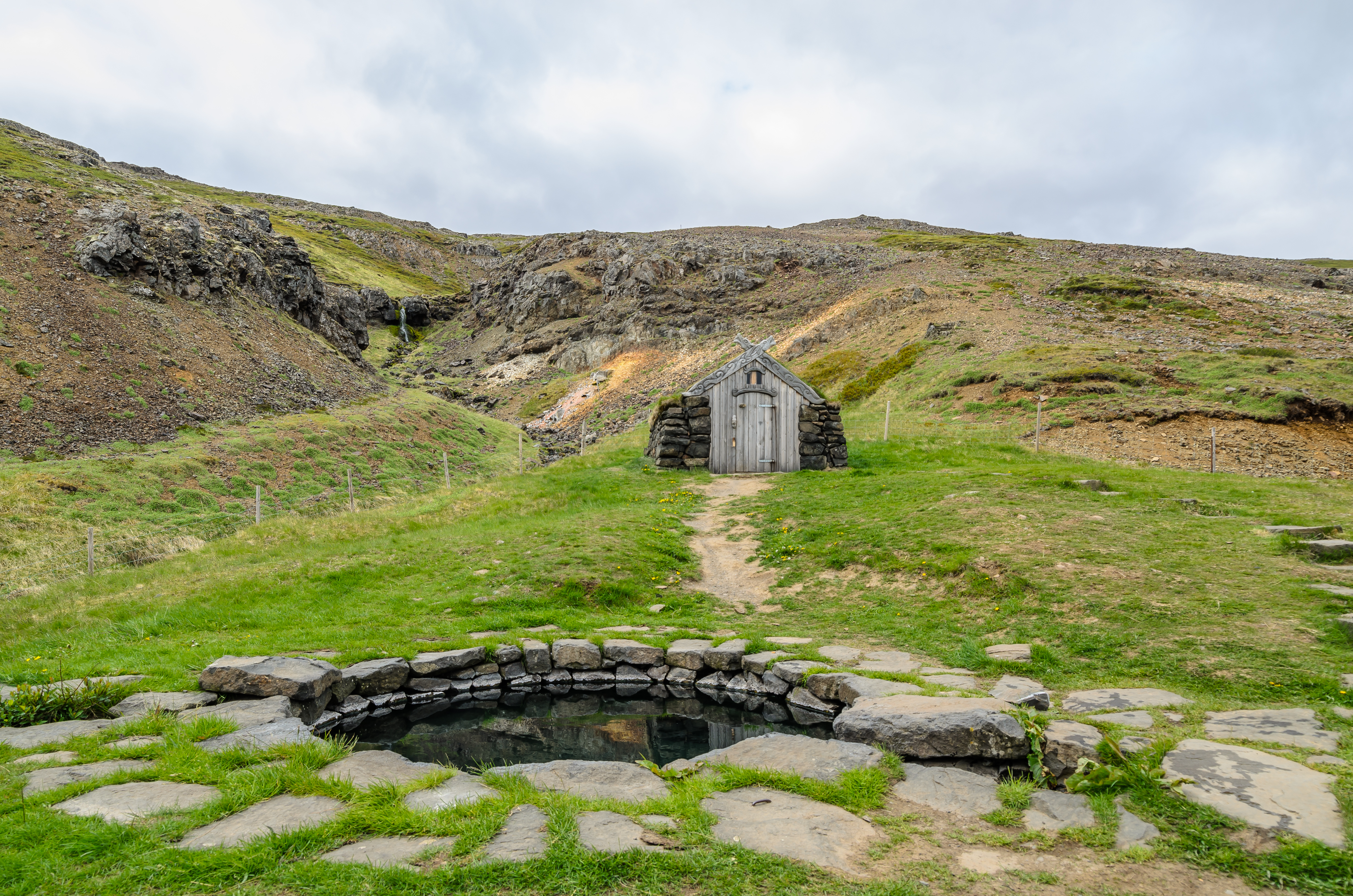
Das rekonstruierte Thermalbad

Die Guðrúnarlaug ist ein rekonstruiertes Bad im Westen von Island.
Der Name leitet sich von Guðrún Ósvífursdóttir ab, der Protagonistin  der Laxdæla saga.
Es liegt an der gleichen Stelle, die schon in der Saga beschrieben wurde.
Das 1850 unter einem Erdrutsch verschüttete Bad wurde im alten Stil wiederaufgebaut (siehe Snorralaug) und am 24. Oktober 2009 eingeweiht.
Sie liegt rund 15 km nördlich des Ortes Búðardalur am Sælingsdalsvegur , einer Nebenstraße des Vestfjarðavegurs .